# El Perseguido
El Perseguido fue un periódico anarquista de Buenos Aires (Argentina), que se publicó entre 1890 y 1897. Fue el primer periódico anarquista argentino publicado con cierta regularidad.

## Historia
El grupo inicial estaba integrado por Rafael Roca, Baldomero Salbans, Manuel Reguera, José Reguera, Orsini Bertani, Pierre Quiroule, Fortunato Serantoni, Gregorio Inglán Lafarga, Jean Raoux y Francisco Denambride.  
Era redactado, impreso y distribuido en condiciones de clandestinidad y persecución policial. Se repartía en las calles y barrios obreros, por el correo y muchas veces era insertado en los paquetes del popular diario La Prensa.
La portada avisaba a sus lectores "Aparece cuando puede". Debe su nombre a que al "Manifiesto" inicial que explicaba los principios del anarcocomunismo, redactado por Rafael Roca, le siguió una intensa represión policial y la confiscación de los ejemplares. 
Desde su aparición el 18 de mayo de 1890, su tirada sobrepasó los 100 números. Desapareció hacia fines de 1896.

## Ideario
Las ideas del periódico eran anarcocomunistas, pero eran enemigos de toda organización que trascendiese los grupos de afinidad. Se oponían a la conformación de sindicatos anarquistas; eran anti-organizacionistas. Polemizaban con vigor frente a otras publicaciones anarco-comunistas que abogaban por la creación de organizaciones obreras libertarias y sociedades de resistencia (llamados organizacionistas), como eran La Questione Sociale de Fortunato Serantoni y El Oprimido de Juan Creaghe. La diferencia entre ambas tendencias era estratégica y no ideológica, ya que ambas anhelaban una sociedad comunista libertaria. El Perseguido defendía y reivindicaba los atentados anarquistas, propiciando la propaganda por el hecho. Paulino Pallás fue reivindicado como mártir por el periódico.

Al contrario de Malatesta y el resto de los anarquistas contemporizadores, los individualistas o antiorganizadores repudiaban de plano no sólo a los socialistas sino también a los anarquistas que propiciaban la participación en las sociedades de resistencia, la constitución de federaciones libertarias y un accionar más moderado y menos violento. Así, en las páginas de "El Perseguido", principal órgano de expresión individualista argentino, se referían a Malatesta como "el conocido organimaníaco", censurando su plan tendiente a la creación de una Federación Internacional Socialista Anarquista. Los redactores de "El Perseguido" sostenían que la federación contenía elementos contrarios al anarquismo, por ejemplo, reglamentos y comisiones.
Ricardo Acurso; Un Anarquista Italiano en La Argentina del Siglo XIX: Errico Malatesta

A juicio del historiador Ángel Cappelletti, El Perseguido fue la publicación anarquista más representativa en la Argentina durante la década de 1890. 

Grupos autónomos de afinidad, como Los Atorrantes, Los Desheredados, La Expropiación, Los Hambrientos de Barracas, La Libre Iniciativa, El Errante y El Descamisado, entre otros, proliferaron desde fines del siglo XIX en la Argentina. Algunos de ellos editaron periódicos con tiradas de miles de ejemplares, donde reivindicaban la antiorganización, el hecho agitador, la unión espontánea: "Los individuos deben unirse toda vez que quieran llevar a cabo un acto…; una vez realizado lo que se proponían realizar, el grupo queda disuelto".
El Perseguido fue el más importante de esos diarios. El siguiente en importancia fue Germinal.
Osvaldo Baigorria